# الوكالة الوطنية للإعلام
 دمج مع الوكالة الوطنية للاعلام (لبنان)
```

شعار الوكالة الوطنية للإعلام.

الوكالة الوطنية للإعلام (وطنية)
 هي وكالة أنباء رسمية تابعة 
لوزارة الإعلام اللبنانية
. تأسست في عام 1961 وتعاقب على إدارتها 9 مديرين منهم 
رفيق شلالا
،
[
1
]
 وآخرهم السيدة لور سليمان.
```

الوكالة الوطنية للأعلام تصدر بأربع لغات : العربية، والفرنسية، والإنكليزية والأسبانية، وهي المصدر الأول للخبر في لبنان وتعتمدها كل وسائل الأعلام اللبنانية والعالمية، لها 30 مكتبا في لبنان وخارجه (مثل أستراليا، فرنسا، سوريا). الوكالة عضو في اتحاد وكالات الأنباء العربية، وفي رابطة وكالات أنباء البحر الابيض المتوسط OANA وفي اتحاد وكالات أبناء آسيا وفي الاتحاد الدولي لوكالات الانباء العربية. 
حصدت الكثير من الجوائز والاوسمة والدروع من لبنان وعدد من الدول العربية.

## الوصلات الخارجية
موقع الوكالة على النت